# جائحة فيروس كورونا في رود آيلاند 2020
تعد جائحة كوفيد-19 في ولاية رود آيلاند الأمريكية جزءًا من جائحة فيروسية عالمية مستمرة لمرض فيروس كورونا 2019 (كوفيد-19)، مرض معد جديد تحدثه متلازمة الالتهاب الرئوي الحاد 2 (سارس-كوف-2). اعتبارًا من 24 مايو 2020، هناك 14,065 حالة مؤكدة من كوفيد-19 في رود آيلاند، منها 240 أُدخلت إلى المستشفى، و608 حالة وفاة.

## الجدول الزمني

### مارس
●     1 مارس: حُددت أول حالتين إيجابيتين مؤكدتين لفيروس كورونا في رود آيلاند. ارتبط كلا المريضين بوجودهما ضمن رحلة مدرسية في فبراير إلى أكاديمية سانت رافاييل في إيطاليا.
●     9 مارس: أعلنت الحاكمة جينا ريموندو حالة الطوارئ.
●     11 مارس: ألغت جامعة رود آيلاند جميع الفصول الدراسية الشخصية حتى 3 أبريل، مع استئناف الدروس عبر الإنترنت في 23 مارس.
●     12 مارس: أجّل عمدة بروفيدنس خورخي إلورزا جميع اجتماعات المدينة العامة وسحب جميع تراخيص الترفيه في المدينة، ما أدى إلى إغلاق جميع الأندية وأماكن الموسيقى وصالات السينما بشكل فعال.

#### ●      13 مارس
o      الطلاب في مدرسة سبرينغ بروك الابتدائية في ويسترلي في حجر صحي ذاتي بعد إيجابية اختبار لطالب في المدرسة. تلقى الطفل توقيعًا شخصيًا من لاعب يوتا جاز رودي جوبرت، الذي كان اختباره إيجابيًا أيضًا، في مباراة بوسطن سيلتيكس في وقت سابق من الشهر.
o     طلاب مدرسة كرانستون الثانوية الغربية في حجر صحي ذاتي لمدة أسبوعين بعد أن كان اختبار أحد الطلاب إيجابيًا.
o      أُغلِق كازينو توين ريفر في لينكولن وكازينو تيفيرتون في مدينة تيفيرتون لمدة أسبوع واحد، مُدّد لاحقًا إلى أجل غير مسمى.
o      أُلغي موكب عيد القديس باتريك في نيوبورت لأول مرة في تاريخه الذي يبلغ 64 عامًا بسبب مخاوف من فيروس كورونا.
o     ألغت دبليو إس بي إي-تي في، شركة بّي بي إس التابعة لرود آيلاند، إنتاج جميع البرامج المحلية حتى إشعار آخر.

#### ●     16 مارس
o      المدارس العامة مغلقة منذ ذلك الحين.
o      ألغت أبرشية الروم الكاثوليك في بروفيدنس كل الخدمات الجماهيرية العامة حتى إشعار آخر.
o     أغلقت جمعية الحفظ في مقاطعة نيوبورت جميع ممتلكات السكن الخاصة بالجولات العامة.

#### ●     17 مارس
o      أغلقت الحانات والمطاعم ذات الطلب الداخلي، وحُظر تجمّع 25 شخصًا أو أكثر.
o      مركز التسوق بروفيدنس بلايس مغلق حتى إشعار آخر.
o      أغلقت هيئة النقل العام في رود آيلاند منشآتها في كينيدي بلازا في بروفيدنس.
o      أُغلِقت جميع المكتبات العامة في الولاية حتى 22 مارس، ومُدّدت لاحقًا حتى 3 أبريل.
o     وجود 23 حالة مؤكدة بحلول 17 مارس.
●     18 مارس: ألغت شركة ترينيتي ريبورتيري في بروفيدنس ما تبقى من موسمها المسرحي 2019-2020.

#### ●     20 مارس
o      نُشّط الحرس الوطني في رود آيلاند لمساعدة الدولة في مواجهة الأزمة من خلال توفير مراكز اختبار المواد الغذائية والتوظيف.
o     سمحت الولاية للمطاعم ببيع البيرة والنبيذ عبر الطلب الخارجي لدعم مدخولهم بينما عُلّقت خدمات تناول الطعام داخلهم.

#### ●     22 مارس
o      33 حالة مؤكدة حتى 22 مارس.
o     تأمر الدولة بإغلاق جميع شركات الترفيه والتسلية ومحلات الحلاقة وصالونات الشعر ومحلات الوشم.

#### ●     23 مارس
o      تستأنف جميع المدارس الحكومية العامة الدراسة من خلال التعليم عن بعد.
o     أُجّلت الانتخابات التمهيدية الديمقراطية لرود آيلاند 2020 من 28 أبريل إلى 2 يونيو.

#### ●     24 مارس
o      أصدرت نيو شورهام أمرًا بالإيواء في المكان لبلوك آيلاند بدءًا من 24 مارس حتى 15 أبريل.
o      تنفّذ المدن الثلاث الواقعة على جزيرة أكويدنيك –نيوبورت وميدلتاون وبورتسموث- جميعًا أوامر الإيواء في مكانها وتطلب من جميع المقيمين خارج الولاية أو الموسميين الحجر الصحي لمدة 14 يومًا عند وصولهم.
o     ألغت جامعة رود آيلاند حفل التخرج المقرر عقده يومي 16 و17 مايو.
o      أجلت جامعة براون في بروفيدنس حفل التخرج المقرر في مايو حتى الخريف.
o     يتعيّن على المسافرين الذين يدخلون جزيرة رود من مطار تي. إف. غرين الحجر الذاتي لمدة 14 يومًا.
●     25 مارس: ألغى الحرس الوطني الجوي في رود آيلاند عرضه الجوي السنوي، الذي كان من المقرر أن يُقام في مطار ولاية كونسيت في شمال كينغستاون في يونيو.

#### ●     26 مارس
o      أعلنت ريموندو أن أي فرد قادم إلى الولاية من نيويورك عن طريق البر أو الجو ويخطط للبقاء في رود آيلاند يجب أن يلتزم بالحجر الذاتي لمدة 14 يومًا. أنشأت شرطة ولاية رود آيلاند نقطة تفتيش على الطريق السريع 95 في مركز ترحيب رود آيلاند في ريتشموند، بالقرب من حدود كونيتيكت، إذ يُطلب من سائقي السيارات الذين يحملون لوحات ترخيص نيويورك والذين يخططون للبقاء في الولاية تقديم معلومات الاتصال الخاصة بهم.
o     طلبت ريموندو من متاجر البقالة الحد من عدد العملاء في المبنى الخاص بهم في وقت واحد إلى 25٪ من سعة الغرفة المعلنة.

#### ●     27 مارس
o      مدّدت ريموندو حظر التجمّع خلال شهري أبريل ومايو، بما في ذلك حظر خدمة تناول الطعام في المطاعم حتى 13 أبريل. طلبت أيضًا إغلاق الأنشطة الترفيهية والتسلية و «الاتصال الوثيق» (مثل محلات الحلاقة) حتى 13 أبريل.
o     بلغ إجمالي الحالات المؤكدة 203 حالة بحلول 27 مارس، 28 منهم دخلوا المستشفى.

#### ●     28 مارس
o      أفادت رود آيلاند عن أول حالتي وفاة بسبب فيروس كورونا: توفي شخص في الثمانينيات في 27 مارس، وآخر في السبعينيات في 28 مارس، يعاني كلاهما من حالات طبية كامنة.
o      أصدرت ريموندو أمرًا «بالبقاء في المنزل» لجميع سكان رود آيلاند في حال لم يذهبوا لشراء الطعام أو اللوازم المنزلية أو الأدوية أو البنزين، أو أن يذهبوا في نزهة ترفيهية بمفردهم.
o      أعلنت ريموندو أيضًا أن أي شخص يسافر إلى الولاية من أي مكان خارج رود آيلاند لأغراض غير العمل يُطلب منه الحجر الصحي في المنزل لمدة 14 يومًا. يُطلب من الأفراد الذين يعيشون في رود آيلاند لكنهم يعملون خارج الدولة أن يلزموا الحجر الصحي عندما لا يتواجدون في مكان العمل. يحل هذا التشريع مكان الأمر التنفيذي الذي أثّر على المسافرين إلى نيويورك فقط، والذي ألغته ريموندو.
o     قُيّدت التجمعات في الولاية أكثر، مع حظر أي تجمع لأكثر من خمسة أشخاص.
o      طلبت ريموندو إغلاق جميع متاجر التجزئة «غير الأساسية» حتى 13 أبريل. أصدرت إدارة تنظيم الأعمال في رود آيلاند قائمة بالمتاجر التي سيُسمح لها بالبقاء مفتوحة، بما في ذلك محلات السوبر ماركت والمتاجر الصغيرة وأسواق المزارعين وبنوك ومخازن الطعام ومتاجر المواد الغذائية المتخصصة والصيدليات ومتاجر الخمور وصيدليات القنب الطبية وعمليات تسليم البريد، المطابع وعملياتها، متاجر مستلزمات الحيوانات الأليفة ومغاسل الملابس ومحطات الوقود ومتاجر الإلكترونيات والأجهزة ومتاجر لوازم السيارات ومتاجر الأسلحة النارية وبيوت الجنازة والبنوك المالية ومتاجر الملابس الصحية والمطاعم التي تقدم الطلبات الخارجية أو عبر التوصيل. يُسمح لبائعي التجزئة غير الضروريين، مثل متاجر الكتب ومحلات الملابس، بالاستمرار في تلقي الطلبات وإرسالها عبر الإنترنت أو عبر الهاتف.
o     طرقت الشرطة وأفراد الحرس الوطني أبواب المنازل في حال كانت سياراتهم تحمل لوحات ترخيص نيويورك لتذكيرهم بضرورة الحجر الصحي الذاتي.

#### ●     29 مارس
o      علّقت الدولة جميع تراخيص رعاية الأطفال حتى 3 أبريل.
o     بعد التعليقات العامة التي أدلى بها حاكم نيويورك أندرو كومو، أوضحت ريموندو وكولونيل شرطة ولاية رود آيلاند جيمس ماني صياغة الأمر الصادر في 28 مارس، مكررَين تأكيد وجوب جميع مركبات الركاب من خارج الولاية والتي تخطط للبقاء في رود آيلاند زيارة مراكز المعلومات على حدود رود آيلاند-كونيتيكت لجمع معلومات عن الحجر الصحي قبل بقائهم في منازلهم لمدة 14 يومًا. لا يؤثر الأمر على سيارات الركاب التي تمر عبر رود آيلاند إلى ولاية أخرى، أو المسافرين، أو الأفراد الذين يعبرون الحدود لشراء البقالة.
●     30 مارس: أعلنت ريموندو عن إغلاق مباني مدارس رود آيلاند حتى نهاية أبريل، مع استمرار الفصول من خلال التعلم عن بعد.

### أبريل

#### ●     3 أبريل
o      أغلقت شواطئ ومتنزهات الولاية منذ هذا اليوم، أشارت ريموندو إلى أن نقص التباعد الاجتماعي سببًا في هذا القرار.
o      أُبلغ عن أول حالة إصابة بفيروس كورونا في جزيرة بلوك.
o      أعلنت ريموندو أنه ستُنشأ ثلاثة مستشفيات ميدانية في الولاية لإضافة 1,000 سرير في حالة تجاوز سعة المستشفى.
●     5 أبريل: أُلغي موكب ومهرجان أيام غاسبي السنوي، المقرر عقده في قرية باوتوكسيت في يونيو، لعام 2020.

#### ●     6 أبريل
o      بدأت صيدلية سي في إس، مقرها في وونسوكت، برنامجًا سريعًا مجانيًا لاختبار فيروس كورونا لرود أيلاندرز في كازينو توين ريفر في لينكولن.
o      أُلغيت بطولة الولايات المتحدة المفتوحة لعام 2020، المقرر عقدها في نيوبورت كونتري كلوب في نيوبورت في يونيو.
o     تتجاوز رود آيلاند 1,000 حالة إصابة مؤكدة بفيروس كورونا. حتى 6 أبريل، هناك 1,082 حالة مؤكدة، و109 مريض في المستشفيات، و27 حالة وفاة في الولاية.

#### ●     7 أبريل
o      أغلقت بروفيدنس جميع ملاعب الجولف وحدائق المدينة.
o     مدّدت ريموندو الحظر المفروض على خدمة تناول الطعام في المطاعم والتجمعات الاجتماعية لأكثر من خمسة أشخاص حتى 7 مايو. مدّد أيضًا إغلاق أماكن الترفيه والتسلية والاتصال الوثيق حتى ذلك التاريخ.
●     8 أبريل: وقّعت ريموندو على أمر تنفيذي يسمح لإدارة الصحة في رود آيلاند بفرض غرامة على الأفراد الذين انتهكوا أوامر الحجر الصحي بشكل متعمّد أو متكرر بعد اختبار إيجابي لفيروس كورونا، أو الاتصال المباشر مع شخص شُخِّص بفيروس كورونا، أو السفر إلى رود آيلاند بقصد البقاء دون عمل.
●     9 أبريل: قامت كلية بروفيدنس بنقل حفل التخرج من تاريخ 17 مايو إلى 31 أكتوبر.
●     10 أبريل: تجاوزت جزيرة رود آيلاند 2,000 حالة إصابة مؤكدة بفيروس كورونا. حتى 10، هناك 2,015 حالة مؤكدة (بما في ذلك 288 حالة جديدة)، و169 مريضًا في المستشفى، و49 حالة وفاة.
●     11 أبريل: أغلقت هيئة تورنبيك وبريدج في رود آيلاند ممرات تحصيل الرسوم المتجهة شرقاً على جسر كلايبورن بّل نيوبورت بين عشية وضحاها ابتداءً من هذا التاريخ؛ عُلّقت رسوم العبور باتجاه الغرب فجأة في 26 مارس. وخلال ساعات الليل، أُعيد توجيه حركة المرور عبر الجسر من خلال ممرات رسوم الطرق المفتوحة.
●     13 أبريل: سجلت رود آيلاند أول انخفاض يومي في الاستشفاء من فيروس كورونا، مع 197 حالة دخول إلى المستشفى مقابل 201 في 12 أبريل.
●     14 أبريل: انضمت رود آيلند إلى نيويورك ونيوجيرسي وديلاوير وبنسلفانيا وكونيتيكت لتشكيل مجلس متعدد الولايات لتنسيق الخطط لإعادة فتح الاقتصاد عبر المنطقة الشمالية الشرقية بمجرد أن يصبح ذلك آمنًا.

#### ●     15 أبريل
o      أطلقت وزارة الصحة في رود آيلاند موقعًا إحصائيًا جديدًا لبيانات فيروس كورونا الخاصة بالولاية. يتضمن الموقع الجديد، لأول مرة، الحالات الخارجة من المستشفى والمتراكمة لمرضى فيروس كورونا الذين شُفوا حتى تاريخ 15 أبريل، إذ كان هناك 168 حالة خرجت من المستشفى منذ بداية الوباء.
o      أعلنت ريموندو أنه يمكن لسكان المجتمعات الحدودية، مثل تيفرتون، التسوق لشراء البقالة خارج الولاية دون الحاجة إلى الحجر الصحي لمدة 14 يومًا عند عودتهم إلى رود آيلاند.
o     حتى 15 أبريل، 66 من بين 87 حالة وفاة أُبلِغ عنها في رود آيلاند من سكان دور رعاية المسنين، مع تسجيل 23 حالة وفاة في منشأة واحدة في شمال بروفيدنس.

#### ●     18 أبريل
o      اعتبارًا من هذا التاريخ، سيُطلب من عمال رود آيلاند في الشركات التي تتعامل مع العملاء مباشرةً ومنشآت التصنيع والمكاتب ارتداء الأقنعة أثناء العمل. سيُشجّع العملاء في متاجر التجزئة الأساسية بشدة على ارتداء الأقنعة. العمال الذين لا يستطيعون القيام بعملهم أثناء ارتداء الأقنعة، مثل العاملين في مراكز الاتصال ومراسلي الأخبار، معفون من الحكم. لن يُسمح للأنشطة التجارية بإبعاد العملاء لمجرد أنهم لا يرتدون قناعًا، باستثناء المتاجر الموجودة في إيست بروفيدنس وبارينغتون، إذ جعلت قوانين المدينة لارتدائها أمرًا إلزاميًا.
o      أعلن الأولمبياد الخاص برود آيلاند أنه ستُعقد مبارياته الصيفية تقريبًا في أواخر مايو؛ إذ ألغيت الألعاب في مارس.
o      تشير جامعة هارفارد إلى أن رود آيلاند هي الولاية الوحيدة في البلد تقوم بما يكفي من اختبارات فيروس كورونا بالنسبة لعدد سكانها -185 اختبارًا لكل 100,000 من السكان، أعلى من الحد المُوصى به من قبل جامعة هارفارد والذي يشمل 152 اختبار لكل 100,000 من السكان- لإعادة فتح اقتصادها.
o     في مكالمة جماعية مع صحفيين محليين، صرّحت ريموندو أنها لا تخطط لتمديد أمر الإقامة في رود آيلاند بعد انتهاء الأمر لصلاحيته في 8 مايو.
o      أعلنت ريموندو عن صندوق إغاثة لفناني رود آيلاند والعاملين في الفنون والثقافة ومشغلي المعارض.
●     19 أبريل: يُطلب من المتاجر الكبيرة إغلاق أقسام البستنة الخاصة بها للتصفح من قبل الناس؛ سيستمر السماح ببيع مواد البستنة والبذور عن طريق الاستلام والتوصيل والحجز.

#### ●     20 أبريل
o      تجاوزت جزيرة رود آيلاند 5,000 حالة إصابة بفيروسات كورونا؛ حتى 20 أبريل، كان هناك 5,090 حالة مؤكدة و155 حالة وفاة في الولاية.
o     أعلنت ريموندو عن ستة مؤشرات رئيسية ستحدد متى ستعيد رود آيلاند فتح اقتصادها. تشمل هذه المؤشرات: استمرار انخفاض انتشار الفيروس في الولاية، توفر قدرة الولاية على دعم السكان المعرضين للخطر والذين هم في الحجر الصحي، توفر سعة في نظام الرعاية الصحية في الولاية ومعدات الحماية الشخصية للتعامل مع زيادة تفشي الفيروس مرة أخرى، ما إذا كانت التجمعات ذات المساحات الكبيرة (مثل المدارس ودور العبادة) لديها خطط للتباعد الاجتماعي بعيدة المدى، وما إذا كانت الولاية مستعدة لإعادة فرض نظام أو إغلاق الاقتصاد مرة أخرى في حال كان ذلك ضروريًا.